# São Fernando (kommun i Brasilien)
São Fernando är en kommun i Brasilien.   Den ligger i delstaten Rio Grande do Norte, i den östra delen av landet, 1 600 km nordost om huvudstaden Brasília. Antalet invånare är 3 401.
Omgivningarna runt São Fernando är huvudsakligen savann. Runt São Fernando är det ganska glesbefolkat, med 45 invånare per kvadratkilometer.